# 1418
1418. је била проста година.

## Смрти
- 31. јануар — Мирча I Старији, један од најважнијих владара Влашке. (*1355)